# Chelidonium
Chelidonium L. este un gen de plante din familia Papaveraceae.

## Specii
Cuprinde o singură specie:
- Chelidonium majus  L.